# Ке Сын Ун
Ке Сын Ун (хангыль: 계승운; род. 26 декабря 1943[…], КНДР) — северокорейский футболист, полузащитник, участник чемпионата мира 1966 года как запасной игрок.

## Карьера

### Клубная
Выступал за клуб «Родонджа».

### В сборной
В составе сборной КНДР участвовал в чемпионате мира 1966 года, однако весь турнир просидел в запасе, так ни разу и не появившись на поле. В отборочных матчах также не играл.